# Rivière Bernabé
Rivière Bernabé är ett vattendrag i Kanada.   Det ligger i provinsen Québec, i den östra delen av landet, 500 km nordost om huvudstaden Ottawa.
I omgivningarna runt Rivière Bernabé växer i huvudsak blandskog. Runt Rivière Bernabé är det mycket glesbefolkat, med 7 invånare per kvadratkilometer.